# Jaroslav Borovička
Jaroslav Borovička (Prága, 1931. január 26. – 1992. december 29.) csehszlovák válogatott labdarúgó.
A csehszlovák válogatott tagjaként részt vett az 1958-as és az 1962-es világbajnokságon.

## Sikerei, díjai
Sparta Praha
- Csehszlovák bajnok (1): 1952

Dukla Praha
- Csehszlovák bajnok (6): 1953, 1956, 1957–58, 1960–61, 1961–62, 1962–63
- Csehszlovák kupa (1): 1961

Csehszlovákia
- Világbajnoki döntős (1): 1962